# Record du monde de Pocket Cube
| Temps  | Compétiteur       | Nationalité | Lieu                           | Date              |
| ------ | ----------------- | ----------- | ------------------------------ | ----------------- |
| 0 s 43 | Teodor Zajder     | Pologne     | Warsaw Cube Masters 2023       | 24 septembre 2023 |
| 0 s 47 | Guanbo Wang       | Chine       | Northside Spring Saturday 2022 | 26 novembre 2022  |
| 0 s 49 | Maciej Czapiewski | Pologne     | Grudziądz Open 2016            | 20 mars 2016      |
| 0 s 58 | Rami Sbahi        | États-Unis  | Canadian Open 2015             | 7 juin 2015       |
| 0 s 69 | Christian Kaserer | Italie      | Trentin Open 2011              | 12 novembre 2011  |
| 0 s 96 | Vincent Sheu      | États-Unis  | Berkeley Winter 2011           | 12 février 2011   |
| 0 s 96 | Rowe Hessler      | États-Unis  | US Nationals 2010              | 8 août 2010       |
| 0 s 96 | Erik Akkersdijk   | Pays-Bas    | Geneva Open 2008               | 8 novembre 2008   |
| 1 s 63 | Javier París      | Espagne     | Murcia Open 2008               | 23 février 2008   |
| 2 s 65 | Ron van Bruchem   | Pays-Bas    | UK Open 2007                   | 10 novembre 2007  |
| 2 s 73 | Mátyás Kuti       | Hongrie     | Czech Open 2007                | 15 juillet 2007   |
| 3 s 55 | Mátyás Kuti       | Hongrie     | German Open 2007               | 29 avril 2007     |
| 3 s 55 | Anthony Hsu       | États-Unis  | Trumbull 2006                  | 27 mai 2006       |
| 3 s 94 | Gunnar Krig       | Suède       | Swedish CubeDay 2005           | 11 décembre 2005  |
| 4 s 13 | Shotaro Makisumi  | Japon       | Horace Mann 2005               | 28 mai 2005       |
| 4 s 92 | Shotaro Makisumi  | Japon       | Caltech Spring 2005            | 16 avril 2005     |
| 6 s 35 | Gunnar Krig       | Suède       | Svekub 2005                    | 27 mars 2005      |
| 8 s 44 | Micael Hellberg   | Suède       | Swedish CubeDay 2004           | 27 novembre 2004  |

| Temps   | Compétiteur         | Nationalité | Lieu                           | Date              |
| ------- | ------------------- | ----------- | ------------------------------ | ----------------- |
| 0 s 78  | Yiheng Wang         | Chine       | Johor Cube Open 2024           | 22 juin 2024      |
| 0 s 92  | Zayn Khanani        | États-Unis  | New-Cumberland County 2024     | 9 mars 2024       |
| 0 s 93  | Yiheng Wang         | Chine       | Twist & Fries Johor Bahru 2024 | 24 février 2024   |
| 1 s 01  | Zayn Khanani        | États-Unis  | Pioneer Valley Cubing B 2023   | 22 janvier 2023   |
| 1 s 02  | Zayn Khanani        | États-Unis  | Cape Fear 2022                 | 12 février 2022   |
| 1 s 05  | Zayn Khanani        | États-Unis  | Finnish Championship 2021      | 30 octobre 2021   |
| 1 s 06  | Zayn Khanani        | États-Unis  | Utah Fall 2021                 | 23 octobre 2021   |
| 1 s 13  | Zayn Khanani        | États-Unis  | Empire State Summer B 2021     | 1er août 2021     |
| 1 s 21  | Martin Vædele Egdal | Danemark    | Kjeller Open 2018              | 21 octobre 2018   |
| 1 s 35  | Maciej Czapiewski   | Pologne     | Warsaw Cube Masters 2018       | 24 février 2018   |
| 1 s 42  | Kevin Gerhardt      | Allemagne   | Munich Open 2017               | 5 novembre 2017   |
| 1 s 45  | Rami Sbahi          | États-Unis  | Michigan 2017                  | 20 août 2017      |
| 1 s 51  | Lucas Etter         | États-Unis  | Music City 2015                | 12 septembre 2015 |
| 1 s 55  | Rami Sbahi          | États-Unis  | Canadian Open 2015             | 7 juin 2015       |
| 1 s 60  | Lucas Etter         | États-Unis  | Indiana 2014                   | 23 août 2014      |
| 1 s 69  | Lucas Etter         | États-Unis  | Michigan 2014                  | 12 juillet 2014   |
| 1 s 69  | Rami Sbahi          | États-Unis  | Michigan May Madness 2014      | 10 mai 2014       |
| 1 s 69  | Rami Sbahi          | États-Unis  | Holy Toledo Winter 2014        | 8 mars 2014       |
| 1 s 71  | Christopher Olson   | États-Unis  | Cubetcha 2013                  | 5 octobre 2013    |
| 1 s 96  | Sameer Mahmood      | Royaume-Uni | Guildford Open 2013            | 24 août 2013      |
| 2 s 02  | Christopher Olson   | États-Unis  | New Albany 2013                | 15 juin 2013      |
| 2 s 08  | Christopher Olson   | États-Unis  | Dixon Winter 2013              | 19 janvier 2013   |
| 2 s 12  | Feliks Zemdegs      | Australie   | Melbourne Cube Day 2010        | 13 novembre 2010  |
| 2 s 35  | Feliks Zemdegs      | Australie   | Asian Championship 2010        | 10 octobre 2010   |
| 2 s 45  | Rowe Hessler        | États-Unis  | Brown Cubing Day 2009          | 12 décembre 2009  |
| 3 s 15  | Rowe Hessler        | États-Unis  | Cumberland Valley Open 2009    | 30 mai 2009       |
| 3 s 28  | Édouard Chambon     | France      | Geneva Open 2008               | 8 novembre 2008   |
| 3 s 43  | Édouard Chambon     | France      | Euro 2008                      | 21 septembre 2008 |
| 3 s 63  | Łukasz Ciałoń       | Pologne     | Polish Open 2008               | 7 juin 2008       |
| 3 s 74  | Édouard Chambon     | France      | Barcelona Open 2008            | 3 mai 2008        |
| 3 s 91  | Łukasz Ciałoń       | Pologne     | World Championship 2007        | 7 octobre 2007    |
| 3 s 92  | Łukasz Ciałoń       | Pologne     | Polish Open 2007               | 16 septembre 2007 |
| 4 s 13  | Mátyás Kuti         | Hongrie     | Czech Open 2007                | 15 juillet 2007   |
| 4 s 69  | Łukasz Ciałoń       | Pologne     | Polish Open 2006               | 17 septembre 2006 |
| 5 s 38  | Gunnar Krig         | Suède       | Chalmers Open 2006             | 10 juin 2006      |
| 6 s 29  | Shotaro Makisumi    | Japon       | Horace Mann 2005               | 28 mai 2005       |
| 6 s 62  | Shotaro Makisumi    | Japon       | Caltech Spring 2005            | 16 avril 2005     |
| 8 s 45  | Gunnar Krig         | Suède       | Svekub 2005                    | 27 mars 2005      |
| 10 s 87 | Gunnar Krig         | Suède       | Swedish CubeDay 2004           | 27 novembre 2004  |